# Солов'ї (Псковська область)
Солов'ї (рос. Соловьи) — присілок в Псковському районі Псковської області Російської Федерації.
Населення становить 1182 особи. Входить до складу муніципального утворення Ядровська волость.

## Історія
Від 2015 року входить до складу муніципального утворення Ядровська волость.

## Населення
| 2001 | 2002  | 2010  | 2016  | 2017  | 2021  |
| ---- | ----- | ----- | ----- | ----- | ----- |
| 1436 | ↘1342 | ↘1252 | ↗1329 | ↗1330 | ↘1182 |